# Achyranthes atollensis
Espèce
Statut de conservation UICN

 EX  : Éteint
Achyranthes atollensis est une espèce de plante à fleurs de la famille des Amaranthaceae. Elle était endémique du nord-est des îles Hawaii. Son habitat naturel était les rives sablonneuses. Elle s'est éteinte à cause de la destruction de son habitat.